# Trümmerscheibe

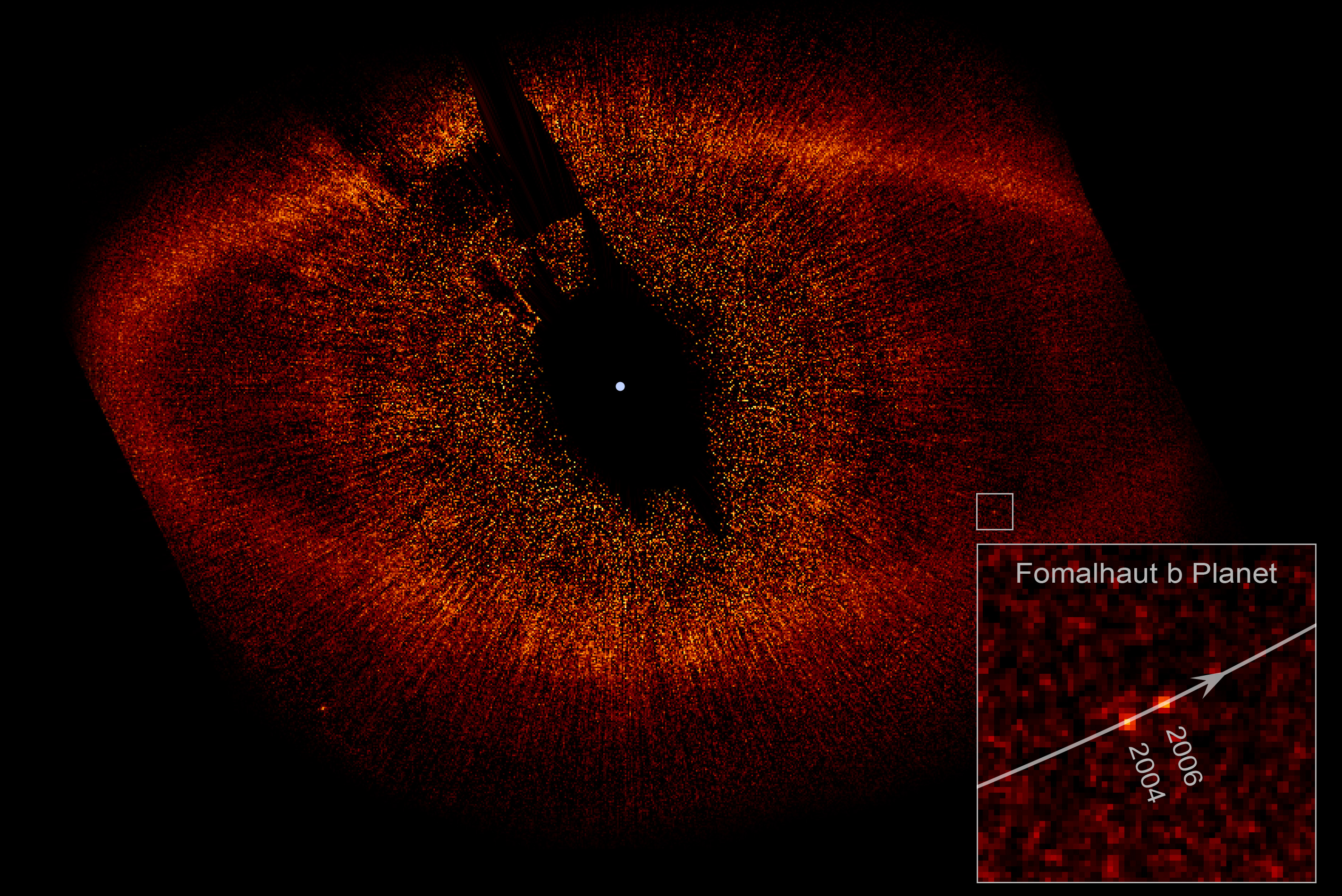
Aufnahme der Trümmerscheibe um Fomalhaut durch das Hubble-Weltraumteleskop

Trümmerscheiben (englisch debris disk) sind Staubscheiben um ältere Sterne.
Sie wurden zuerst mit Hilfe des Infrared Astronomical Satellite entdeckt aufgrund eines starken Infrarotexzesses. Wegen der Staubscheibe emittieren die Sterne nämlich mehr Strahlung im mittleren und fernen Infrarot als ein Schwarzer Körper vergleichbarer Temperatur. Die zusätzliche Strahlung ist das Ergebnis von thermischer Strahlung aufgrund mikrometergroßer Staubteilchen, welche von der elektromagnetischen Strahlung des Zentralsterns erwärmt werden.
Trümmerscheiben werden auch als Staubscheiben der zweiten Generation bezeichnet, weil sich ihr Staub wahrscheinlich durch Kollisionen zwischen Planetesimalen oder durch die Auflösung von Kometen Millionen Jahre nach Abschluss der Sternentstehung gebildet hat. Sie sind also im Unterschied zu protoplanetaren Scheiben (Staubscheiben der ersten Generation) keine Relikte aus der Zeit der Sternentstehung, da Strahlungsdruck und Sternwind den ursprünglichen Staub in der Zwischenzeit aus dem Sternsystem entfernt haben.
Der Asteroidengürtel und der Kuipergürtel des Sonnensystems können als Trümmerscheiben angesehen werden.

## Klassische Trümmerscheiben
Der Durchmesser der Trümmerscheiben liegt zwischen einigen Zehntel und bis zu Tausend Astronomischen Einheiten (AE), wobei die meisten Werte im Bereich von 30 bis 120 AE liegen. Die Scheiben sind sehr dünn, meist unter 0,1 AE. Die Masse des Staubs in einer Trümmerscheibe erreicht einige Hundertstel bis einige Hundert Erdmassen und nimmt mit dem Alter der Sterne ab, s. auch unten: Zerstörung bzw. Entfernung von Staub.

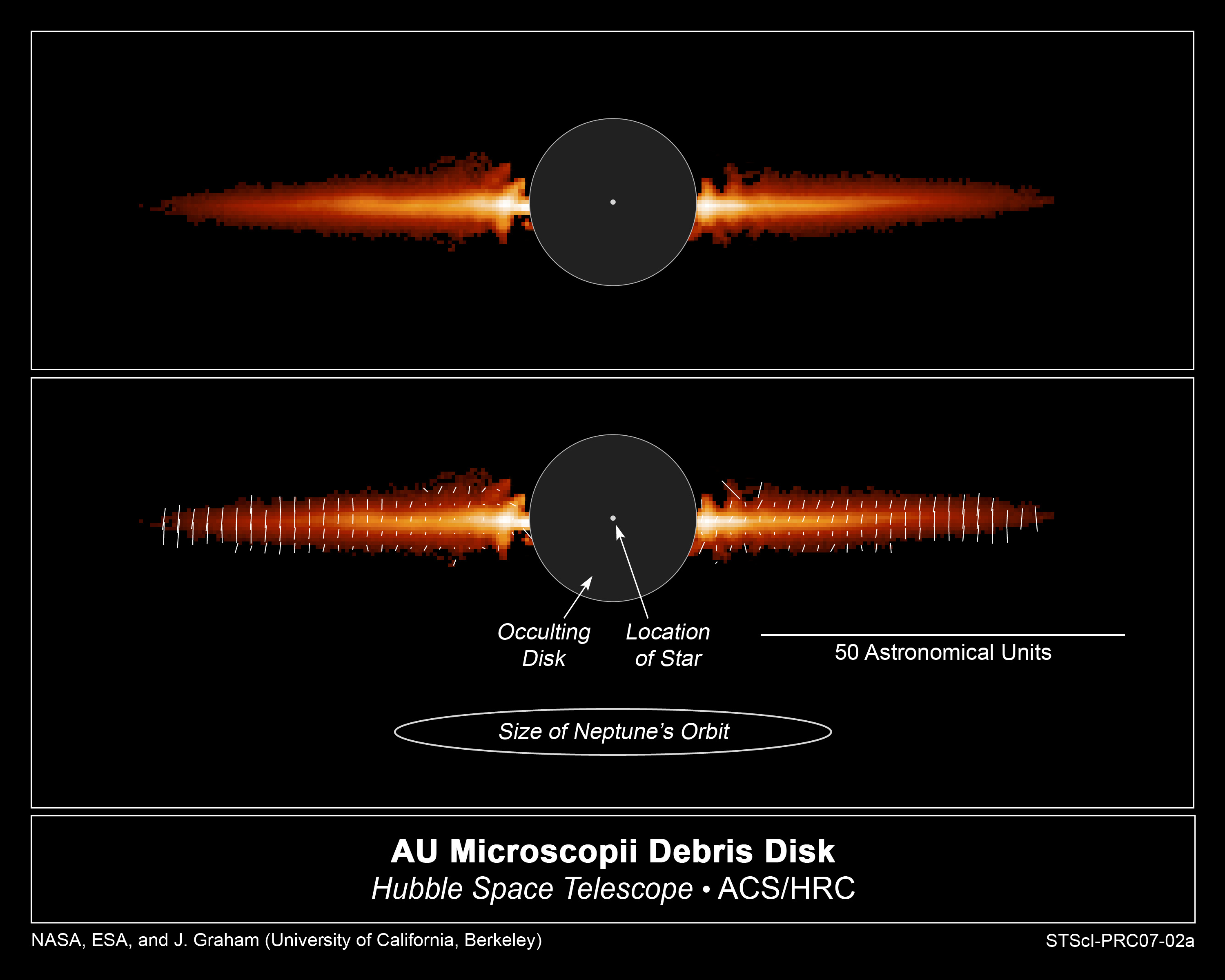
Aufnahme der Trümmerscheibe um AU Microscopii durch das Hubble-Weltraumteleskop

Trümmerscheiben sind um Hauptreihensterne mit den Spektralklassen A bis M gefunden worden, wobei Trümmerscheiben um frühe Sterne mit einer höheren Wahrscheinlichkeit nachgewiesen werden können. Mit der jetzigen Nachweistechnik können um circa 20 Prozent der sonnenähnlichen Sterne kalte Staubscheiben nachgewiesen werden. Es besteht kein Zusammenhang zwischen der Metallizität des Sterns und der Nachweiswahrscheinlichkeit für eine Trümmerscheibe. Das Alter der Sterne beträgt einige Millionen bis zu mehreren Milliarden Jahren. Das höchste bekannte Alter hat die Trümmerscheibe um den Roten Zwerg GJ 581, dessen Alter auf zwei bis acht Milliarden Jahre geschätzt wird. Bei älteren Roten Zwergen reicht die Strahlung bzw. der Sternwind nicht aus, um die Staubscheiben aufzulösen.
Mit Hilfe der Infrarotspektroskopie konnte die chemische Zusammensetzung der Trümmerscheibe analysiert werden: die Staubteilchen enthalten kristallisierte Mineralien aus Forsterit, Enstatit, der Pyroxengruppe sowie der Olivingruppe. Sie entsprechen damit in ihrer Zusammensetzung grob den nicht differenzierten Kometen des äußeren Sonnensystems.
Trümmerscheiben werden unterteilt in warme und kalte Scheiben:
- bei warmen Scheiben liegt die mittlere Temperatur des Staubs bei Werten von 100 bis ungefähr 150 Kelvin. Diese Temperatur erreicht der Staub bei einem Abstand von einigen Astronomischen Einheiten vom Stern.
- Die kalten Trümmerscheiben haben eine mittlere Temperatur von teilweise nur 20 Kelvin. Dies entspricht der Temperatur von Staub im Kuipergürtel des Sonnensystems und einem Abstand von ungefähr 30 bis einigen Hundert AE.[6]

Einige extrem kalte Scheiben mit einem Infrarotexzess bei 160 μm wird als die Emission von sehr großen Staubteilchen interpretiert. Diese Staubteilchen sollten aber durch Kollisionen innerhalb kürzester Zeit in kleinere Teile zerfallen. Eventuell handelt es sich bei diesen Quellen um nicht aufgelöste Hintergrundgalaxien.
Trümmerscheiben in Doppelsternsystemen scheinen ebenso häufig vorzukommen wie bei Einzelsternen. Dabei liegt die Bahnebene der Scheibe meistens in der Bahnebene des Doppelsternsystems. Aus dynamischen Gründen leert sich der innere Teil der Scheibe bei Doppelsternsystemen recht schnell, so dass diese Trümmerscheiben keine Infrarotstrahlung von warmem Staub emittieren-

## Dynamik

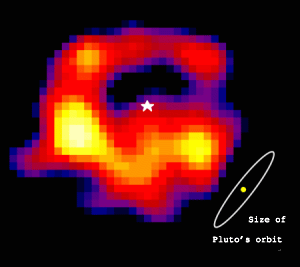
Submillimeter-Aufnahme der Trümmerscheibe um Epsilon Eridani. Die Intensität korrespondiert mit der Dichte des Staubs in der Scheibe.

### Staubquellen
Die primäre Quelle des Staubs in Trümmerscheiben sind Planetesimale, die miteinander kollidieren und dabei Staub freisetzen. Um hohe Kollisionsraten und Relativgeschwindigkeiten zu erreichen, muss es einen oder mehrere Störkörper in Form von Protoplaneten oder Planeten geben, die die Bahnen der Planetesimale beeinflussen.
Daneben können unter dem gravitativen Einfluss von Planeten oder durch nahe Begegnungen mit anderen Sternen in Sternassoziationen auch Kometen in das Innere des Sternsystems wandern. Durch die Strahlung des Sterns werden sie aufgeheizt und verdampfen. Dabei wird der in dem Kometen gebundene Staub freigesetzt.

### Zerstörung bzw. Entfernung von Staub
Der Staub, der den größten Teil der nachgewiesenen Infrarotstrahlung emittiert, wird sowohl durch den Sternwind als auch den Strahlungsdruck aus dem Sternsystem herausbeschleunigt.
Intensive Röntgen- und Ultraviolettstrahlung, wie sie in der Korona von magnetisch aktiven Sternen entsteht, kann ebenfalls die Lebensdauer des Staubes in den Trümmerscheiben verringern.
Daneben kann der Poynting-Robertson-Effekt auch dazu führen, dass aus den inneren Bahnen der Staub auf den Stern stürzt und chemisch mit schweren Elementen anreichert.
Eine weitere Möglichkeit ist, dass der Staub durch Planeten aufgesammelt wird.
Die Prozesse der Zerstörung bzw. der Entfernung von Staub aus einer Trümmerscheibe sind auch gültig für Protoplanetare Scheiben, die Vorläufer der Trümmerscheiben. Die Lebensdauer von Protoplanetaren Scheiben wird auf bis zu zehn Millionen Jahre geschätzt, ihr Übergang von der protoplanetarischen Scheibe über eine Übergangsscheibe (engl. transitional disk) zur Trümmerscheibe ist fließend. Das genaue Alter, ab dem der Staub überwiegend aus Kollisionen hervorgegangen sein dürfte, ist unter anderem vom Sterntyp abhängig: die Strahlung früher Sterne ist energiereicher und sie sind leuchtkräftiger, weshalb diese schneller den ursprünglichen Staub aus ihrer Umgebung entfernen können.

### Wechselwirkungen

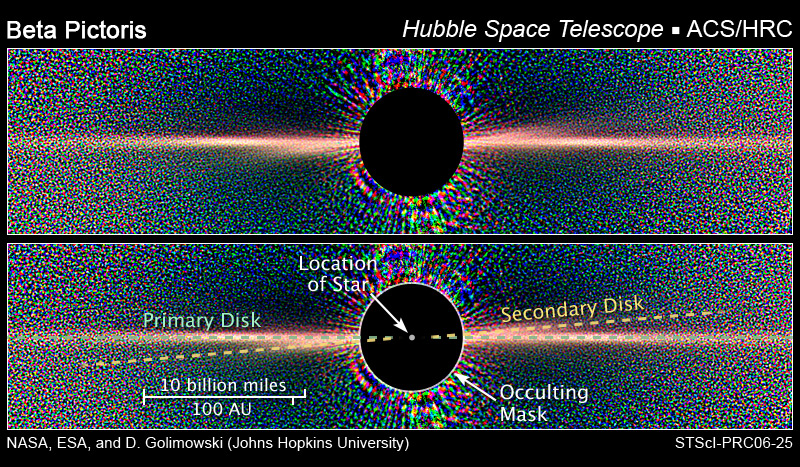
Aufnahme des Hubble-Weltraumteleskops von der primären und der sekundären Trümmerscheibe um Beta Pictoris

Planeten führen durch ihre Gravitationskräfte zu Strukturen in Form von leeren Ringen und eventuell Speichen in den Trümmerscheiben. Diese Strukturen sind in ihren Eigenschaften ähnlich den Ringen des Saturn, wo durch Schäfermonde Lücken in den Ringen erzeugt werden. Allerdings kann auch ein hoher Gasgehalt in den Trümmerscheiben zu den beobachteten leeren Ringen führen. Demnach kann die Wechselwirkung zwischen Gas und Staub in den Scheiben zu einer Verklumpung führen, die den Staub in engen exzentrischen Bahnen bündelt und zur Bildung von Planeten führt, aber nicht von Planeten verursacht wird.
Laufen die Planeten nicht in der Bahnebene der Trümmerscheibe, dann erzeugen sie einen zweiten, geneigten Ring um den Stern, wie im Fall von Beta Pictoris. Umgekehrt werden auch die Umlaufbahnen der Exoplaneten durch die Trümmerscheibe beeinflusst; insbesondere wenn sich die Umlaufbahnen der Planeten untereinander in Resonanz befinden, werden diese zunächst stabilen Umlaufbahnen innerhalb einiger Hunderttausend oder Millionen Jahren so weit gestört, dass die stabilisierende Resonanz nicht mehr vorhanden ist. Hierfür reicht eine Masse der Trümmerscheibe von ungefähr einem Prozent der Masse des Neptuns aus.

## Trümmerscheiben um Weiße Zwerge
Auch um viele Weiße Zwerge wird ein Infrarotexzess beobachtet und mit Trümmerscheiben in Verbindung gebracht. Daneben wird die Anwesenheit von Staub um diese entarteten Sterne auch durch spektroskopische Beobachtungen bestätigt.
Bei Weißen Zwergen, bei denen rein radiativer Energietransport vorliegt, sind in ihren Atmosphären schwere Elemente nachgewiesen worden. Diese sollten theoretisch jedoch aufgrund der gravitationsbedingten Sedimentation, wonach schwere Elemente mit einem kleinen Wirkungsquerschnitt in tiefere Schichten sinken, in den Atmosphären der Weißen Zwerge nur mit geringer Häufigkeit oder gar nicht nachzuweisen sein. Die Beobachtung schwerer Elemente in den Atmosphären dieser Sterne erfordert daher einen steten Nachschub von Staub aus einer Trümmerscheibe.
Bei Weißen Zwergen müssen nicht Kollisionen zwischen Planetesimalen die Ursache der Staubentstehung sein. Möglicherweise werden stattdessen Asteroiden durch Gezeitenkräfte zerstört, wenn sie sich dem Weißen Zwerg zu sehr nähern.
Aus dem Abkühlungsalter der Weißen Zwerge kann das Alter ihrer Trümmerscheiben auf 100 Millionen bis ungefähr eine Milliarde Jahre abgeschätzt werden; bei älteren Weißen Zwergen ist die Leuchtkraft eventuell zu gering, um die Staubscheibe noch hinreichend zu erwärmen. Der Durchmesser dieser Scheiben erreicht einen Wert von ungefähr einem Sonnenradius. Da der Rote Riese, aus dem sich der Weiße Zwerg entwickelt hat, einen erheblich größeren Durchmesser hatte, kann die Trümmerscheibe kein Relikt aus der Phase vor der Entstehung des Weißen Zwergs sein. Der innere Teil der Scheibe erreicht Temperaturen von bis zu 1500 K und ist damit erheblich wärmer als die Trümmerscheiben von Hauptreihensternen.
Eine Staubscheibe um einen Weißen Zwerg, die nicht von einer Trümmerscheibe zu unterscheiden ist, könnte in Doppelsternsystemen entstehen. Danach sind die Bestandteile des Doppelsternsystems zwei Weiße Zwerge unterschiedlicher Masse. Sinkt der Radius der Bahnachse aufgrund der Abstrahlung von Gravitationsstrahlung unter einen kritischen Wert, dann könnten Gezeitenkräfte den masseärmeren Weißen Zwerg zerreißen, und die Überreste würden durch Kondensation eine Staubscheibe um den verbleibenden Weißen Zwerg bilden. Diese Hypothese sollte zu einem schnell rotierenden massereichen Weißen Zwerg führen, der von einer Trümmerscheibe umgeben wird. Die hohen Rotationsgeschwindigkeiten werden allerdings nicht beobachtet. Die Ursache könnte in einer Wechselwirkung des Magnetfelds des Weißen Zwerges mit der ihn umgebenden Staubscheibe liegen. Dazu passend verfügen Weiße Zwerge mit einer höheren Masse eher über ein starkes Magnetfeld von bis zu 10 Mega-Gauß als Weiße Zwerge mit durchschnittlichen Massen.

## Sterne mit intensiv untersuchten Trümmerscheiben
- Gamma Doradus
- Wega
- Fomalhaut
- Beta Pictoris
- AU Microscopii